# 小行星950
小行星950（950 Ahrensa）是一颗围绕太阳公转的小行星。
該小行星以阿倫斯家族（Ahrens）命名。

## 参数
这颗小行星的绝对星等为11.60个天文单位，自转周期为202小时。